# Sphaerotylus sceptrum
Sphaerotylus sceptrum är en svampdjursart som beskrevs av Koltun 1970. Sphaerotylus sceptrum ingår i släktet Sphaerotylus och familjen Polymastiidae. Inga underarter finns listade i Catalogue of Life.